# جام حذفی فوتبال جزایر فارو
 جام حذفی فوتبال جزایر فارو  (به فاروئی: Løgmanssteypið) مسابقاتی است که به صورت حذفی در کشور جزایر فارو از سال ۱۹۵۵ تاکنون برگزار می‌شود. این جام از ۱۵ تیم که از سراسر کشور جزایر فارو در آن شرکت می‌کنند برگزار می‌شود.
جام حذفی جزایر فارو، یا لگمانس‌تپید، تورنمنت حذفی ‌ایاست که تیم‌های لیگ برتر و دسته اول را شامل می‌شود. در دور نخست، معمولاً ۹ تیم از لیگ برتر و ۵ تیم از دسته‌ی اول شرکت می‌کنند، با یک تیم از لیگ برتر که مستقیماً به یک‌چهارم نهایی می‌رود. برندگان دور اول به همراه تیمی که استراحت خورده‌است، به یک‌چهارم نهایی می‌روند. سپس چهار تیم برنده به نیمه‌نهایی می‌رسند که در دیدارهای رفت و برگشت مقابل یکدیگر صف‌آرایی می‌کنند. فینال نیز صورت تک‌بازی تعیین‌کننده برگزار می‌شود و برنده سهمیه‌ی رقابت‌های اروپایی را دریافت می‌کند.
باشگاه فوتبال هاونر بولتفلاگ با ۲۶ قهرمانی پرافتخارترین تیم این سری مسابقات به حساب می‌آید.